# Universitat de Las Palmas de Gran Canaria
La Universitat de Las Palmas de Gran Canaria o ULPGC és una universitat pública situada a les Illes Canàries. Va ser creada el 26 d'abril de 1989 a partir de la Universitat Politècnica de Canàries i de diversos centres fins a aquest moment adscrits a la Universitat de la Laguna. La Universitat de Las Palmas de Gran Canaria compta en el curs 2013/2014 amb gairebé 26.000 alumnes.

## Campus
Per als seus ensenyaments, la universitat disposa de quatre campus a l'illa de Gran Canària (Campus de Tafira, Campus de San Cristóbal, Campus del Obelisco i Campus de Montaña Cardones). A més, existeix una extensió a l'illa de Lanzarote en la qual s'imparteixen les diplomatures i Graus en Turisme i Infermeria. A més, el Grau en Infermeria també s'imparteix a l'illa de Fuerteventura.

## Centres docents
- Escuela Técnica Superior de Arquitectura
- Escuela de Ingenierías Industriales y Civiles
- Escuela de Ingeniería Informática
- Escuela de Ingeniería de Telecomunicación y Electrónica
- Facultad de Ciencias de La Salud
- Facultad de Veterinaria
- Escuela Universitaria Adscrita de Turismo de Lanzarote
- Facultad de Formación del Profesorado
- Facultad de Traducción e Interpretación
- Facultad de Economía Empresa y Turismo
- Facultad de Ciencias Jurídicas
- Facultad de Geografía e Historia
- Facultad de Ciencias de la Actividad Física y el Deporte
- Facultad de Filología
- Facultad de Ciencias del Mar

## Instituts universitaris
- Instituto Universitario de Microelectrónica Aplicada (IUMA)
- Instituto Universitario de Ciencias y Tecnologías Cibernéticas
- Instituto Universitario de Sistemas Inteligentes y Aplicaciones Numéricas en Ingeniería (SIANI)
- Instituto Universitario de Sanidad Animal y Seguridad Alimentaria
- Instituto Universitario para el Desarrollo Tecnológico y la Innovación en Comunicaciones (IDeTIC)
- Instituto de Turismo y Desarrollo Económico Sostenible - TiDES[2] (Tides)
- Instituto Universitario de Oceanografía y Cambio Global (Iocag)

## Programes acadèmics
La universitat ofereix 55 títols de grau, 19 de Màster i 41 de doctorat a més de 24.000 estudiants. 
Els camps que s'ofereixen estan molt enfocats cap a tècniques i estudis d'enginyeria (Enginyeria Civil, Arquitectura, Enginyeria de Programari), però també inclouen graus relacionats amb la salut (Medicina, Infermeria o Veterinària) i Humanitats (Història, Dret, Ciències Socials). A més, l'ULPGC va ser una de les primeres universitats a Espanya en oferir un títol específic en Ciències del Mar.
La universitat té un campus virtual basat en Moodle per a donar servei a totes les aules tradicionals i especialment a 5 títols de grau totalment en línia i 4 programes de postgrau.  D'acord amb un diari popular espanyol (El País), la ULPGC utilitza la seva plataforma en línia d'una manera excepcional. D'acord amb el rànquing d'un altre diari popular (El Mundo), la ULPGC ocupa el lloc 34 de les 48 universitats públiques espanyoles.

## Excel·lència en la investigació
Els instituts universitaris suposen el màxim òrgan de gestió de la investigació. La ULPGC destaca en la investigació internacional en diversos camps com ara ciències marines, sanitat, energia, economia i turisme, aigua i TIC al voltant del mar, com demostra la concessió de la menció de Campus d'Excel·lència Internacional pel Govern d'Espanya amb la ULPGC com a eix tricontinental Europa-Àfrica-Amèrica.
L'Institut de Turisme i Desenvolupament Econòmic Sostenible -Tides- com Institut responsable de la investigació de turisme a la ULPGC ha contribuït al fet que la ULPGC ocupi el segon lloc a Espanya en productivitat científica internacional en turisme i es trobi entre les 30 primeres universitats mundials en productivitat científica en turisme